# RAM 03
La RAM 03 è una monoposto di Formula 1, costruita dalla scuderia RAM per partecipare al campionato mondiale di Formula Uno del 1985 e 1986. 
Nel 1986 fu introdotta una versione aggiornata denominata 03B che fu affidata al neozelandese Mike Thackwell durante le prove pre-campionato, che però non portarono all'iscrizione del campionato causa ritiro degli sponsor australiani..